# Rue de la Truie-qui-file
 (août 2023).
La rue de la Truie-qui-file est une voie de la commune française de Fontenay-le-Comte.

## Situation et accès
La rue de la Truie-qui-file est située à Fontenay-le-Comte. Elle débute à l'intersection de la rue du docteur Aude et se termine à l’intersection de la rue de l’Ancien-Hôpital.

## Origine du nom
La Truie-qui-file est l’enseigne d’une auberge disparue.